# Mściciel (serial telewizyjny)
Mściciel (ang. Vengeance Unlimited, 1998–1999) – amerykański serial sensacyjno-obyczajowy stworzony przez Johna McNamarę i Davida Simkinsa.

## Emisja
Światowa premiera serialu miała miejsce 29 września 1998 r. na kanale ABC. Ostatni odcinek został wyemitowany 25 lutego 1999 r. W Polsce serial nadawany był na kanałach TVN i TVN 7.

## Obsada
- Michael Madsen jako p. Chapel (wszystkie 16 odcinków)[1]
- Kathleen York jako K.C. Griffin (16)
- Scott Patterson jako detektyw Tom Swain (2)
- Dayton Callie jako Chuck Bidally (2)
- Louis Herthum jako Conner Gulch (2)
- Cordelia Richards jako Ellie Stensma (2)
- Todd Allen jako senator Thomas Hayworth (2)
- Kristen Cloke jako Tamara Simpson (1)
- Cliff Potts jako Donald Block (1)
- Lauren Tom jako Samantha (1)
- Sage Parker jako Laurie Carver (1)
- Travis Fine jako kpt. Aaron McClane (1)
- Greg Grunberg jako gospodarz programu telewizyjnego (1)
- Mark Kiely jako oficer policji Jeff Mason (1)
- Christian Leffler jako Eric Harrington (1)
- Michael C. Mahon jako Eddie Faragut (1)
- Jennifer Bransford jako Tilly McGinniss (1)
- Christopher Gorham jako Jason Harrington (1)
- Michael Harney jako oficer policji Carl Witherspoon (1)
- Dakin Matthews jako gubernator Luke McElroy (1)
- Silas Weir Mitchell jako kpt. Jesse Fisher (1)
- Frankie Thorn (1)
- Jerry Mathers jako Lucas Zimmerman (1)
- John Aprea (1)
- Katy Boyer jako Lauren Mason (1)
- Alexia Robinson jako Marian (1)
- Suanne Spoke (1)
- Twink Caplan jako Madeline Chessly (1)

W epizodach wystąpili m.in.: Brion James (jako Franklin Dekker), Keith Szarabajka (jako dr Alan Walker), Stephen Tobolowsky (jako burmistrz Bob Laird), Robert Carradine (jako Darin Carter), Ray Wise (jako Jack Schiller) i James Wong (jako detektyw).

## Spis odcinków
| N/o            | Tytuł angielski         |
| -------------- | ----------------------- |
|                |                         |
| SERIA PIERWSZA |                         |
|                |                         |
| 01             | Cruel and Unusual       |
|                |                         |
| 02             | Victim of Circumstances |
|                |                         |
| 03             | Eden                    |
|                |                         |
| 04             | Bitter End              |
|                |                         |
| 05             | Justice                 |
|                |                         |
| 06             | Ambition                |
|                |                         |
| 07             | Security                |
|                |                         |
| 08             | Dishonorable Discharge  |
|                |                         |
| 09             | Noir                    |
|                |                         |
| 10             | Vendetta                |
|                |                         |
| 11             | Confidence              |
|                |                         |
| 12             | Judgment                |
|                |                         |
| 13             | Clique                  |
|                |                         |
| 14             | Critical                |
|                |                         |
| 15             | Legalese                |
|                |                         |
| 16             | Friends                 |
|                |                         |